# Pacific Racing

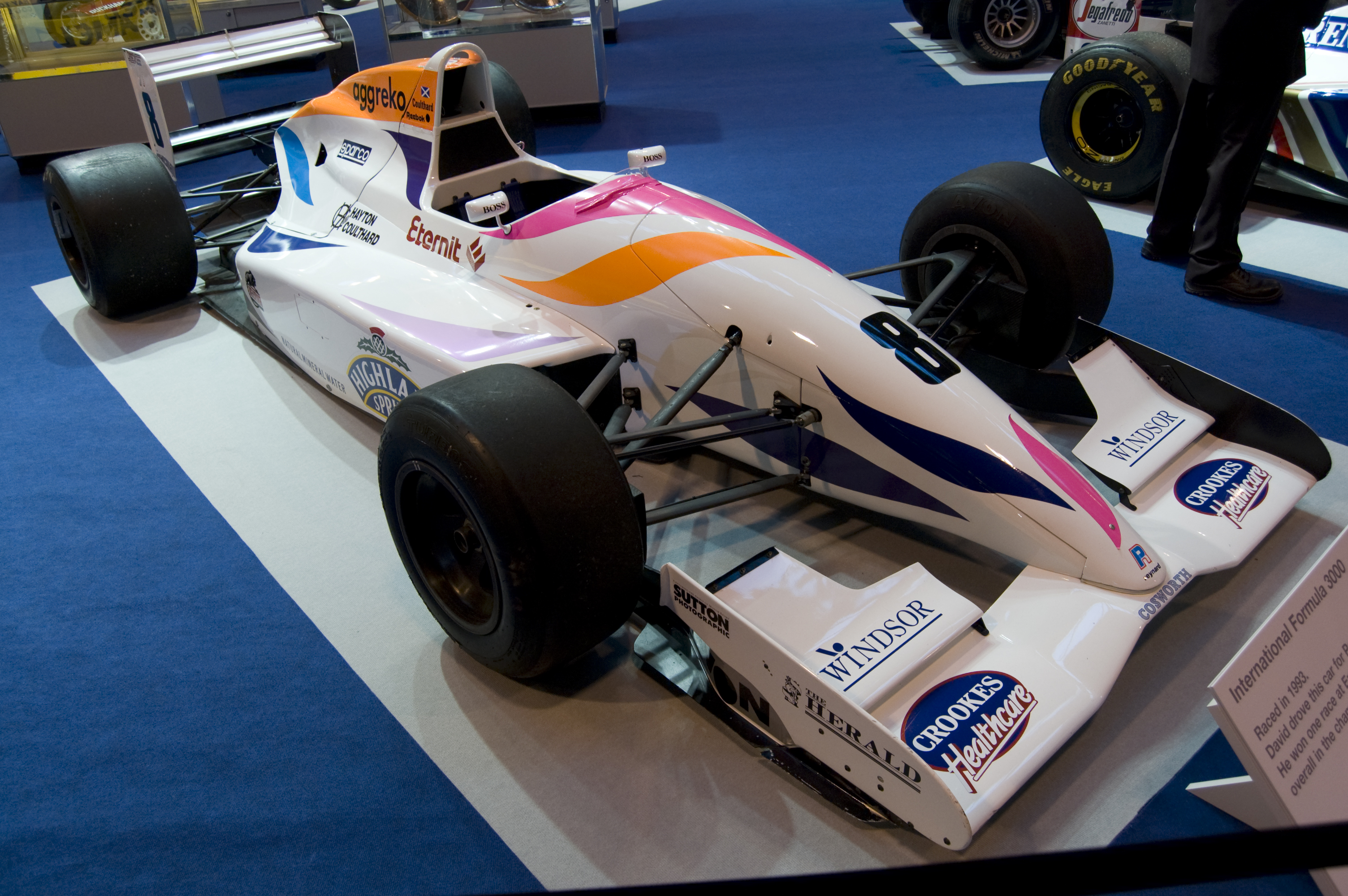
Der für David Coulthard eingesetzte Reynard 93D aus dem Jahre 1993

Pacific Racing war ein britisches Motorsport-Team, das seinen Sitz in Thetford in der Grafschaft Norfolk hatte. Der Rennstall wurde 1984 von Keith Wiggins gegründet und war über mehrere Jahre in kleineren Formelklassen erfolgreich engagiert. Das Pacific-Team gewann den Meistertitel in allen Rennserien, an denen es teilnahm. Einzige Ausnahme war die Formel 1, zu der Pacific in den Jahren 1994 und 1995 antrat: Hier litt Pacific durchgängig an erheblichen Finanzschwierigkeiten und blieb ohne Weltmeisterschaftspunkte. 1997 wurde der Rennstall infolge Insolvenz aufgelöst.

## Die Anfänge
Pacific Racing war in den 1980er Jahren zunächst in der britischen Formel Ford aktiv. Dort erzielte JJ Lehto, der Fahrer des Teams, eine Reihe von Erfolgen, bevor Pacific mit Lehto 1988 in die Britische Formel-3-Meisterschaft wechselte. Lehto gewann bereits im ersten Jahr des gemeinsamen Engagements die Meisterschaft, so dass das Team bereits für die kommende Saison in die Internationale Formel-3000-Meisterschaft aufstieg. Nach einigen Anlaufschwierigkeiten konnte auch hier ein Pacific-Fahrer mit einem Reynard-Chassis die Meisterschaft gewinnen: Christian Fittipaldi gewann den Titel in der Saison 1991. Für 1993 plante Keith Wiggins zunächst den Aufstieg in die Formel 1; dieser Schritt ließ sich allerdings aus finanziellen Gründen zunächst nicht realisieren, sodass sich Pacific ein weiteres Jahr in der Formel 3000 engagierte. Fahrer waren David Coulthard und Michael Bartels. Coulthard schloss die Meisterschaft mit 25 Punkten als Dritter (hinter dem Meister Olivier Panis und Pedro Lamy) ab, Bartels fuhr vier Meisterschaftspunkte ein und wurde Gesamt-Elfter.

## Pacific in der Formel 1
Die Planungen für Pacifics Aufstieg in die Formel 1 begannen bereits 1992. Im Laufe des Jahres sicherte sich Keith Wiggins ein Chassis, das das Team künftig bei Großen Preisen einsetzen sollte.

### Die Vorbereitungen 1992 und 1993
Hierbei handelte es sich wesentlich um eine Konstruktion von Reynard, einem Chassis-Hersteller, zu dem Pacific seit den Formel-3-Tagen gute Beziehungen unterhielt. Reynard hatte 1991 selbst über einen Einstieg in die Formel 1 nachgedacht und zu diesem Zweck ein Chassis entwickelt. Das Auto wies äußerlich starke Ähnlichkeiten zu dem Benetton B191 auf. Als Reynards Formel-1-Ambitionen Ende 1991 letztlich scheiterten – Adrian Reynard gab als Grund hierfür an, dass es ihm nicht gelungen sei, einen exklusiven Werksmotor für sein Projekt zu erhalten –, wurde Reynards Formel-1-Chassis an Keith Wiggins und sein Pacific-Team weitergereicht.
Keith Wiggins meldete Pacific Grand Prix für die Formel-1-Weltmeisterschaft 1993. Als Fahrer war Michael Bartels vorgesehen. Hinsichtlich des zu verwendenden Motors gibt es unterschiedliche Angaben. Eine Quelle spricht davon, dass Pacific zunächst einen Cosworth-HB-Achtzylinder gemeldet hatte. Nach anderen Quellen war bereits 1992 die Verwendung eines Zehnzylinder-Motors von Ilmor vorgesehen. Letzten Endes scheiterte das Projekt an finanziellen Schwierigkeiten. Im Februar 1993, kurz vor dem Beginn der Formel-1-Saison 1993, zog Wiggins seine Meldung zurück.

### Die Formel-1-Saison 1994

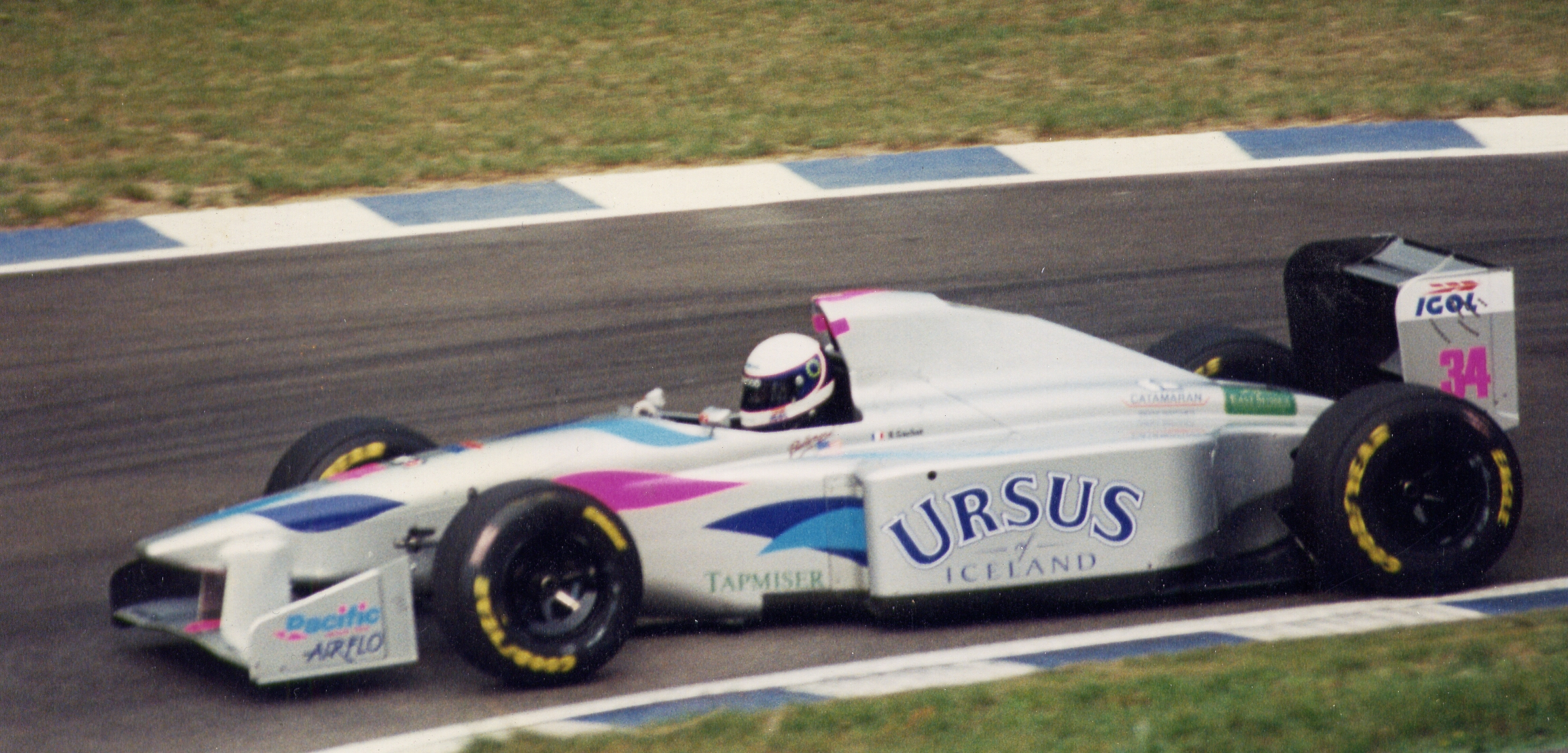
Bertrand Gachot im Pacific PR01 beim Großen Preis von Deutschland 1994

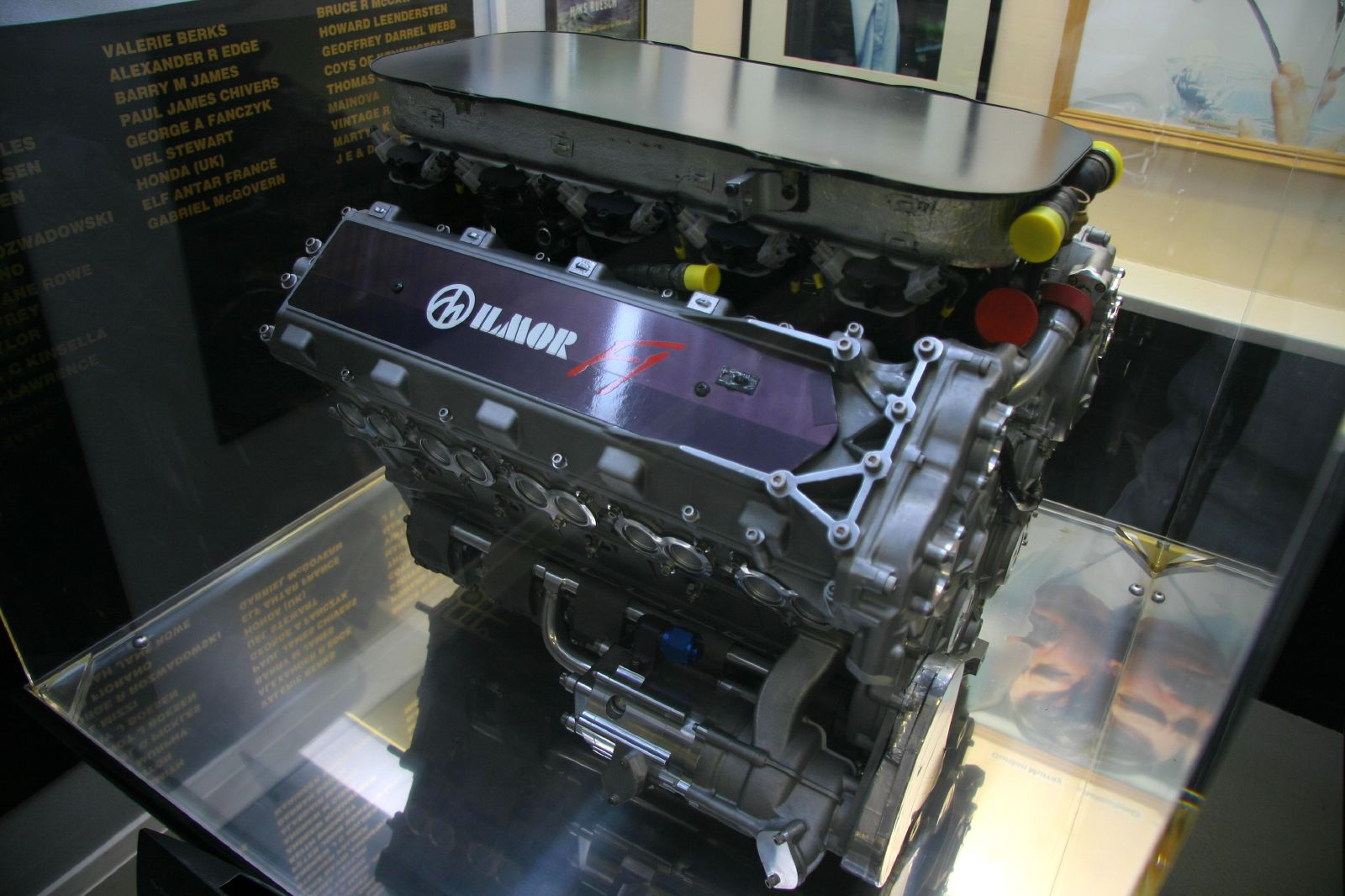
Ilmor 2175A, Motor des PR01

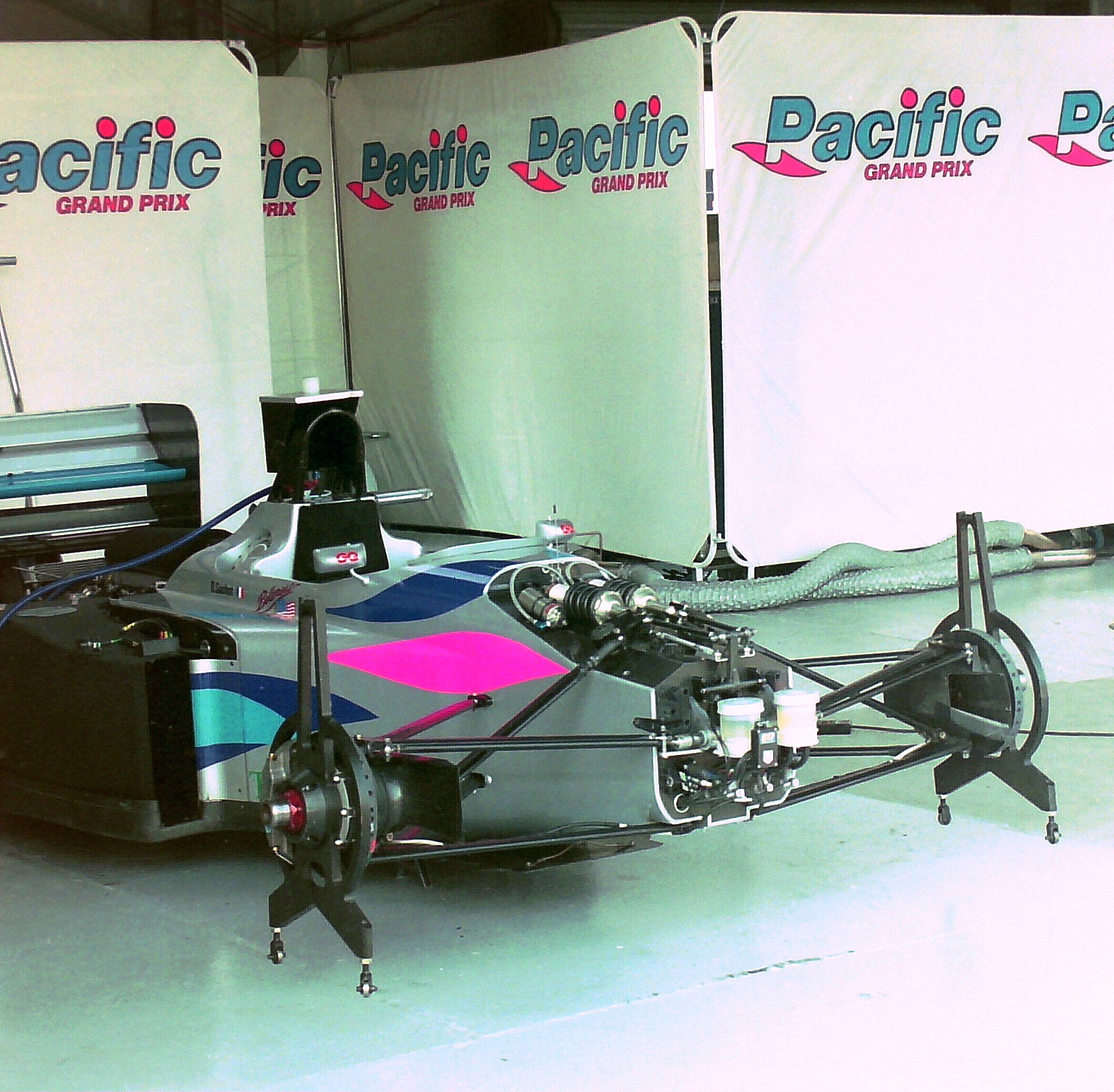
Der PR01 von Bertrand Gachot in der Pacific-Box beim Großen Preis von Großbritannien 1994

Letztlich verzögerte sich Pacifics Einstieg in die Formel 1 um ein Jahr. Auch dies war nicht selbstverständlich gewesen. Wie schon im Jahr zuvor, hatte es auch im Winter 1993/94 erhebliche finanzielle Schwierigkeiten gegeben. Gesichert wurde die Lage letztlich erst durch den Rennfahrer Bertrand Gachot, der ebenso wie sein Teamkollege Paul Belmondo erhebliche Geldbeträge ins Team brachten. Zum Team gehörten neben Keith Wiggins Paul Brown, ein ehemaliger Zakspeed- und Andrea-Moda-Formula-Ingenieur, sowie Ian Dawson als Teammanager. Sponsoren gab es kaum; vor allem der isländische Getränkehersteller Ursus warb auf der Motorabdeckung für seine Produkte.
Als Fahrzeug wurde der Pacific PR01 gemeldet. Hierbei handelte es sich nach wie vor im Kern um Reynards Formel-1-Chassis aus dem Jahr 1991. Der Wagen wurde nicht bei Pacific, sondern bei Reynard Composites hergestellt. Die äußerlichen Ähnlichkeiten zum Benetton B191 waren nach wie vor augenfällig, insbesondere die hohe, spitz zulaufende Nase des Fahrzeugs mit dem darunter hängenden Frontflügel waren deutliche Merkmale vergangener Konstruktionsprinzipien. Als Antrieb dienten Ilmor LH-10-Triebwerke, die sich auf dem Entwicklungsniveau der Saison 1992 befanden. Seinerzeit waren sie bei Tyrrell eingesetzt worden und hatten dort allenfalls dezente Leistungen gezeigt. Die Motorkosten soll nach einigen Presseberichten etwa 40 Prozent des Budgets von Pacific ausgemacht haben. Insgesamt war das Paket von Pacific Grand Prix bereits bei seinem Debüt technisch veraltet. Im Kern ging es Wiggins allein darum, 1994 im zweiten Anlauf unbedingt den Einstieg in die Formel 1 zu schaffen; die eingesetzten Mittel mussten gegenüber diesem Ziel von untergeordneter Bedeutung sein.
Pacific Grand Prix debütierte beim ersten Rennen des Jahres 1994. Die Wagen waren silbern lackiert und nahmen damit das erst 1997 bei McLaren wieder aufgegriffene Motiv der Silberpfeile vorweg. 1994 war kein leichtes Jahr für einen Formel-1-Einstieg. Anders als im Jahr zuvor, bewarben sich 28 Fahrzeuge um die 26 Startplätze, da sich neben Pacific auch Simtek, ein weiteres britisches Team, neu zur Formel-1-Weltmeisterschaft gemeldet hatte. Das bedeutete, dass sich die Fahrer regelmäßig einer Qualifikation unterziehen mussten und die zwei langsamsten Piloten nicht an den Rennen teilnehmen durften. Wiggins’ erklärtes Ziel war es, nicht nur Simtek zu schlagen, sondern darüber hinaus auch regelmäßig in die Punkteränge zu fahren. Das ließ sich letzten Endes nicht realisieren. Das Team litt unter zahllosen technischen Defekten und an der mangelnden Konkurrenzfähigkeit des Gesamtpakets. Die Saison wurde zum Fiasko für Pacific. Es gelang Pacific nicht, Simtek zu dominieren; auch die kleineren der etablierten Teams wie Minardi, Footwork oder Tyrrell zeigten deutlich bessere Leistungen als Pacific.
Im Auftaktrennen, dem Großen Preis von Brasilien, konnte Paul Belmondo wegen technischer Defekte nicht fahren. Bertrand Gachot konnte sich hingegen qualifizieren, fiel aber in der zweiten Runde aus, nachdem er mit dem Larrousse von Olivier Beretta kollidiert war. An den folgenden Rennen konnte Pacific indes nur dann teilnehmen, wenn aus unterschiedlichen Gründen nicht alle gemeldeten 28 Fahrer antraten: An dem tragischen Großen Preis von San Marino konnte Gachot teilnehmen, weil Rubens Barrichello sich bereits im Freitagstraining schwer verletzt hatte. In Monaco fehlten die Autos der beiden tödlich verunglückten Fahrer Ayrton Senna und Roland Ratzenberger und zudem hatte sich das Sauber-Team nach dem Trainingsunfall von Karl Wendlinger bereits vor der Qualifikation zurückgezogen, so dass zum ersten Mal beide Pacific qualifiziert waren – Belmondo war dabei mehr als fünf Sekunden langsamer als der Simtek von David Brabham, das langsamste Auto eines anderen Teams. Beim Großen Preis von Spanien fehlte weiterhin das Auto von Wendlinger und Andrea Montermini zerlegte den zweiten Simtek so nachhaltig, dass er sowohl dort wie auch beim folgenden Rennen in Kanada nicht antreten konnte. Dies ermöglichte die Qualifikation für beide in Spanien und für Gachot in Kanada. Bei keinem dieser Anläufe erreichten die Pacific-Fahrer eine Zielankunft. Gachot wurde regelmäßig durch technische Gebrechen des Fahrzeugs gestoppt; Belmondo hingegen beendete die beiden einzigen Rennen, an denen er teilnahm, jeweils aus persönlichen Gründen: Beim Großen Preis von Monaco gab er wegen Konditionsproblemen auf, und den Großen Preis von Spanien beendete er mit einem Dreher.
Ab dem Frühsommer 1994 allerdings, als alle Teams wieder regelmäßig und in voller Besetzung antraten, gelang keinem Pacific-Piloten mehr die Qualifikation. Zu den Überseerennen trugen die Wagen eine neue, abfallende Frontpartie. Diese geringfügige Modifikation änderte am ausbleibenden Erfolg jedoch nichts. So äußerte sich Gachot über seinen Wagen gegenüber der Presse: Es sei ein unfahrbares Auto gewesen, das die Aerodynamik eines Kühlschranks gehabt habe. Er sei froh, dieses Auto nicht mehr fahren zu müssen.

### Die Formel-1-Saison 1995

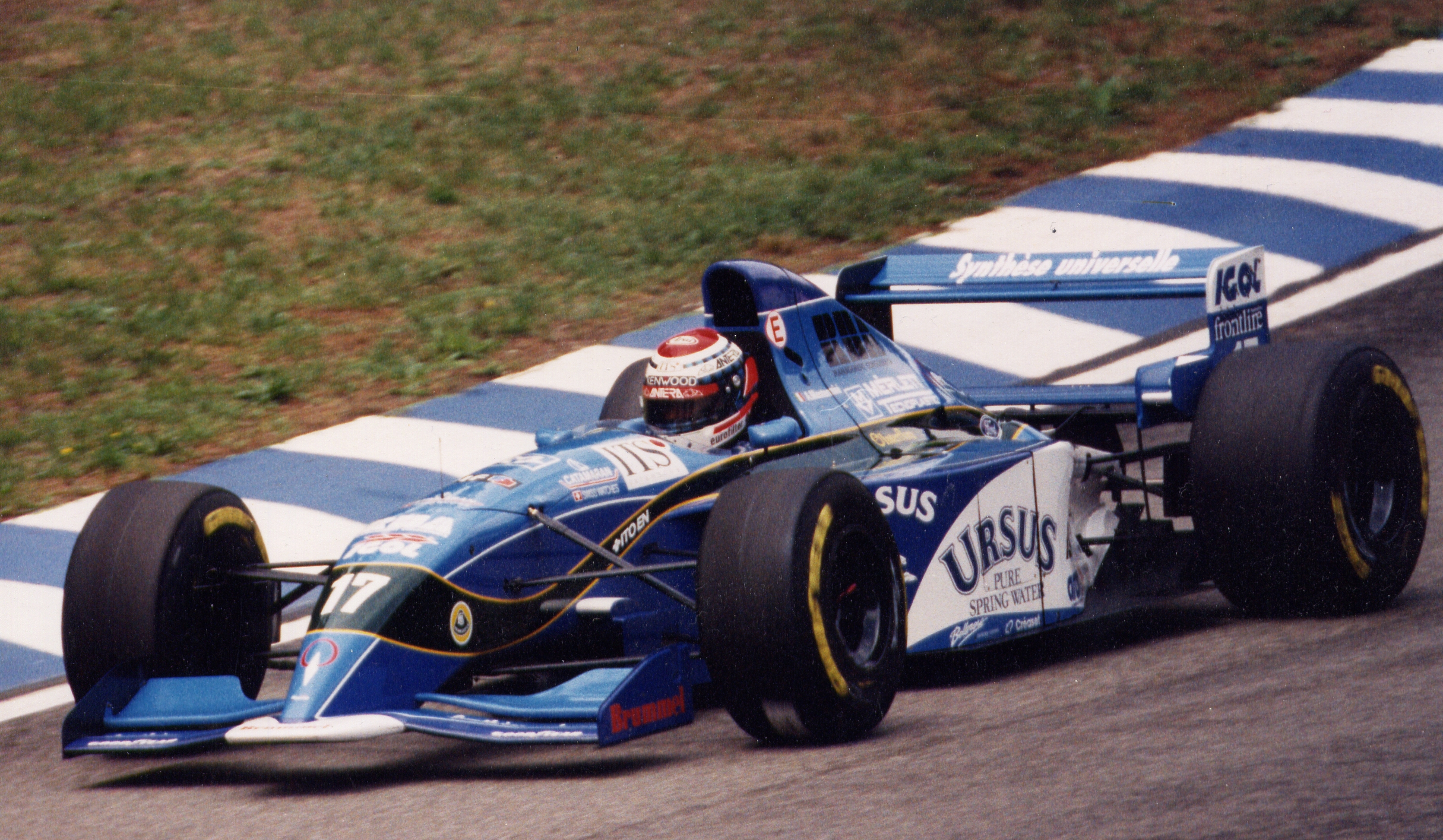
Pacific Team Lotus 1995: Andrea Montermini im PR02

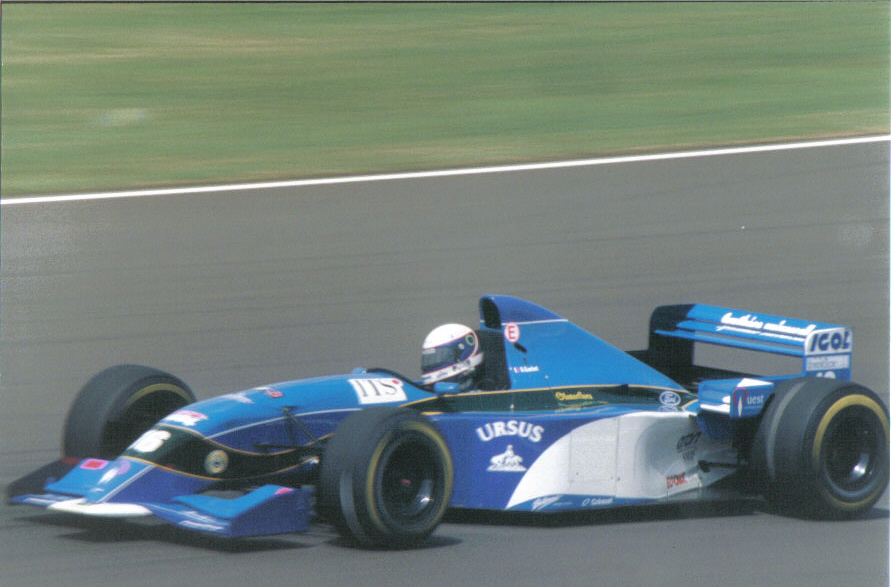
Bertrand Gachot beim Großen Preis von Großbritannien 1995

Pacific investierte viel Geld in die Entwicklung des Pacific PR02. Dazu hatte man die Namensrechte des Ende 1994 aufgelösten Lotus-Teams übernommen, von dem man sich bessere Motoren als die enttäuschenden Ilmors von 1994 versprach. Mit Andrea Montermini verpflichtete Pacific einen neuen, vielversprechenden Fahrer. Bertrand Gachot blieb dem Team erhalten; er wurde Miteigentümer und sicherte mit seinen Zahlungen letztlich den Erhalt des Teams. Als im Laufe des Jahres die Finanzlage schwierig wurde, trat Gachot in die zweite Reihe zurück und ermöglichte zahlenden Fahrern wie Giovanni Lavaggi und Jean-Denis Delétraz einzelne Einsätze im Pacific. Für die letzten Rennen des Jahres versuchte Pacific, den Japaner Katsumi Yamamoto und den Briten Oliver Gavin zu verpflichten. Jedoch verweigerte die FIA beiden Fahrern die Superlizenz, daher übernahm Gachot zum Saisonende noch einmal das Steuer.
Die Formel-1-Weltmeisterschaft brachte keinen Erfolg. Zwar gab es trotz des neu hinzugekommenen Teams Forti keine Qualifikationsprobleme mehr, da nach dem Rückzug von Larrousse und Lotus in der Winterpause 1994/1995 nur noch 13 Teams eingeschrieben waren und sich die Zahl der Rennställe nach dem Großen Preis von Monaco, als Simtek aufgab, noch weiter reduzierte. Doch die sportlichen Leistungen von Pacific waren weiterhin nicht im Bereich der Konkurrenzfähigkeit. Die Statistiken verzeichnen zahllose Ausfälle: 16 Defekte, acht Unfälle, eine Aufgabe und eine Disqualifikation. Einmal konnte Gachot wegen Getriebeproblemen nicht starten, und einmal wurde man aufgrund des großen Rückstands nicht gewertet. Doch es gab auch Lichtblicke: sechsmal kam ein Pacific-Fahrer ins Ziel (Platz 9, 12, 8, 12, 15, 8; chronologisch) – jedoch immer ohne Punkte. Ob die Ausfälle tatsächlich technisch bedingt waren oder ob sie andere Hintergründe hatten, ist zweifelhaft. Andrea Montermini führte hierzu einige Jahre später in einem Interview aus, dass es im Wesentlichen an finanziellen Nöten gelegen habe: Das Team habe kein Geld für regelmäßige Motorrevisionen gehabt. Daher habe man Montermini angewiesen, in den Rennen nur einige Runden zu drehen und dann aufzugeben, um so die Laufzeit der Motoren zu strecken.
Für 1996 plante Wiggins den Einsatz von Yamaha-Motoren, die bei Judd betreut werden sollten. Ende 1995 schloss Pacific einen Vorvertrag mit Judd; Oliver Gavin wurde als Fahrer verpflichtet. Die Realisierung des Projekts scheiterte an finanziellen Schwierigkeiten.

## Die letzten Jahre: 1996 und 1997
Trotz der Beteuerungen der Teamleitung, man werde das nötige Geld noch rechtzeitig bis zum Saisonauftakt 1996 auftreiben, startete Pacific nicht mehr in der Formel-1-Weltmeisterschaft 1996. Das Team engagierte sich 1996 stattdessen mit Patrick Lemarié und Cristiano da Matta wieder in der Formel 3000. 1997 trat Pacific Racing erneut in der Formel 3000 an, diesmal mit Oliver Tichy und Marc Gené. Noch vor Ende dieser Saison musste das Team jedoch die Tore schließen, im Oktober 1997 wurde Pacific Racing aufgelöst; ein Nachfolgeteam gab es nicht. Keith Wiggins arbeitete später für Lola Cars.

## Zahlen und Daten

### Ergebnisse in der Formel 1
| Saison | Chassis | Fahrer        | Nr. | 1   | 2   | 3   | 4   | 5   | 6   | 7   | 8   | 9   | 10  | 11  | 12  | 13  | 14  | 15  | 16  | 17  | Punkte | Rang |
| ------ | ------- | ------------- | --- | --- | --- | --- | --- | --- | --- | --- | --- | --- | --- | --- | --- | --- | --- | --- | --- | --- | ------ | ---- |
| 1994   | PR01    |               |     |     |     |     |     |     |     |     |     |     |     |     |     |     |     |     |     |     | –      | 14.  |
| 1994   | PR01    | P. Belmondo   | 33  | DNQ | DNQ | DNQ | DNF | DNF | DNQ | DNQ | DNQ | DNQ | DNQ | DNQ | DNQ | DNQ | DNQ | DNQ | DNQ |     | –      | 14.  |
| 1994   | PR01    | B. Gachot     | 34  | DNF | DNQ | DNF | DNF | DNF | DNF | DNQ | DNQ | DNQ | DNQ | DNQ | DNQ | DNQ | DNQ | DNQ | DNQ |     | –      | 14.  |
| 1995   | PR02    |               |     |     |     |     |     |     |     |     |     |     |     |     |     |     |     |     |     |     | –      | 12.  |
| 1995   | PR02    | B. Gachot     | 16  | DNF | DNF | DNF | DNF | DNF | DNF | DNF | 12  |     |     |     |     |     |     | DNF | DNF | 8   | –      | 12.  |
| 1995   | PR02    | G. Lavaggi    | 16  |     |     |     |     |     |     |     |     | DNF | DNF | DNF | DNF |     |     |     |     |     | –      | 12.  |
| 1995   | PR02    | J. Delétraz   | 16  |     |     |     |     |     |     |     |     |     |     |     |     | DNF | 15  |     |     |     | –      | 12.  |
| 1995   | PR02    | A. Montermini | 17  | 9   | DNF | DNF | DNS | DNF | DNF | DNF | DNF | 8   | 12  | DNF | DNF | DNF | DNF | DNF | DNF | DNF | –      | 12.  |

| Legende  | Legende            | Legende                                                          |
| Farbe    | Abkürzung          | Bedeutung                                                        |
| -------- | ------------------ | ---------------------------------------------------------------- |
| Gold     | –                  | Sieg                                                             |
| Silber   | –                  | 2. Platz                                                         |
| Bronze   | –                  | 3. Platz                                                         |
| Grün     | –                  | Platzierung in den Punkten                                       |
| Blau     | –                  | Klassifiziert außerhalb der Punkteränge                          |
| Violett  | DNF                | Rennen nicht beendet (did not finish)                            |
| Violett  | NC                 | nicht klassifiziert (not classified)                             |
| Rot      | DNQ                | nicht qualifiziert (did not qualify)                             |
| Rot      | DNPQ               | in Vorqualifikation gescheitert (did not pre-qualify)            |
| Schwarz  | DSQ                | disqualifiziert (disqualified)                                   |
| Weiß     | DNS                | nicht am Start (did not start)                                   |
| Weiß     | WD                 | zurückgezogen (withdrawn)                                        |
| Hellblau | PO                 | nur am Training teilgenommen (practiced only)                    |
| Hellblau | TD                 | Freitags-Testfahrer (test driver)                                |
| ohne     | DNP                | nicht am Training teilgenommen (did not practice)                |
| ohne     | INJ                | verletzt oder krank (injured)                                    |
| ohne     | EX                 | ausgeschlossen (excluded)                                        |
| ohne     | DNA                | nicht erschienen (did not arrive)                                |
| ohne     | C                  | Rennen abgesagt (cancelled)                                      |
| ohne     | keine WM-Teilnahme |                                                                  |
| sonstige | P/fett             | Pole-Position                                                    |
| sonstige | 1/2/3/4/5/6/7/8    | Punktplatzierung im Sprint-/Qualifikationsrennen                 |
| sonstige | SR/kursiv          | Schnellste Rennrunde                                             |
| sonstige | *                  | nicht im Ziel, aufgrund der zurückgelegten Distanz aber gewertet |
| sonstige | ()                 | Streichresultate                                                 |
| sonstige | unterstrichen      | Führender in der Gesamtwertung                                   |